# コヨーテ ラグタイムショー
『コヨーテ ラグタイムショー』 (COYOTE RAGTIME SHOW) は、日本のメディアミックス作品。漫画、アニメ作品およびアニメ作品に付随したインターネットラジオが制作された。

## あらすじ
人類が外宇宙にまで進出し、己の運と腕だけで一攫千金を夢見るコヨーテと呼ばれるアウトローたちがしのぎを削る、宇宙開拓の時代。
銀河統合政府と植民地解放軍の間で戦争が続く惑星グレイスランドには、伝説の海賊王ブルースが遺した100億宇宙ドルが眠っていると噂されていた。コヨーテならばその名を知らぬ者はいないと言われている、通称ミスターとその仲間たちは、ブルースの娘である少女フランカと共にブルースの遺産の回収に挑む。
犯罪集団クリミナルギルドのマルチアーノ率いる殺し屋集団も、ブルースの遺産を狙って動き出す。しかし、統合政府は戦争を終結させるため、グレイスランドへ光子爆弾を投下すると宣言する。
タイムリミットが迫る中、ブルースの遺産を回収しようとするミスターたち、同じくブルースの遺産を狙うマルチアーノ、さらにミスターを逮捕に向かう銀河連邦警察との、三つ巴の追跡が繰り広げられていく。

## 主な登場人物

### コヨーテ
宇宙を股にかけ、犯罪行為を行うならず者たちの総称。「借りた物は、死んでも返すな」などコヨーテ流の格言らしき物がある様子。一方、作中には主人公たち以外の「コヨーテ」は登場しないうえ、マルチアーノは主人公たちに対するコールサインとして「コヨーテ」を使用している。
ミスター
声 - 大塚明夫
本名不明、年齢不詳の初老の男。数々の犯罪を起こしたうえ、多くの偽名（「ジョン・スミス」「フレデリック・ゴンドーフ」「レイ・モスキン」「リチャード・フィリップス」など）を使用している一級犯罪者。大胆不敵かつ冷静沈着な精神の持ち主で、仲間からの信頼も厚く、憧れの視線を受けている。ブルースとは親友だった。葉巻が似合うナイスミドル。
フランカ・ドックリー
声 - 広橋涼
ブルースの娘で、彼の死後はミスターに引き取られた。バー「海賊亭」を、小さな単身で切り盛りしている。首に掛けているペンダントには、ブルースの義眼の映像データが入っている。
ビショップ
声 - 堀内賢雄
天才詐欺師で、自分の美貌と饒舌を生かして犯罪を成功させるタイプ。ナルシストでもあり、自分の保身を最優先に行動する。一度仲間を裏切ると思いきや、状況次第で元の鞘に戻る狡猾さも見られる。スワンプとは以前イザコザを起こしていたようで、ビショップは「引き分けだ」と言っているが、相当手痛い目に遭わされた様子。
カタナ
声 - 関智一
前科50犯の暴走ドライバー。「超特急カタナ様だぜ!」と言っているが、裏社会での通り名なのか、自分で名乗っているだけなのかは不明。ハンドルを握るとコントロールが利かなくなる暴走ぶりだが、腕は確か。要注意のブツや人物の搬送に関わる他、コヨーテ号の整備も担当。格闘術にも長けており、ジューンとも互角に渡り合っていた。
ブルース・ドックリー
声 - 大塚芳忠
「海賊王」と呼ばれた伝説のコヨーテで、フランカの父。故人。かつて突破不可能とされたセントラルバンクの大金庫から100億宇宙ドルの強奪を成功させたうえ、その一部始終を義眼に収めるが、マルチアーノによって帰らぬ人となる。ミスターとは親友だった。財宝や大金そのものが目的というよりは、それらを盗み出す過程を楽しむタイプらしい。
スワンプ・ゴードン
声 - 宝亀克寿
元はブルースの最初の子分だったが、彼の死後は牧師となっていた黒人系の中年男。ブルースの遺産の回収にミスターから誘われ、彼の真価を見定めるべく同行することになる。

### 銀河連邦
アンジェリカ・バーンズ
声 - 湯屋敦子
銀河連邦警察に所属する女性捜査官。大統領特権を持つ。ある事件をきっかけに長年ミスターを追い続けており、その逮捕に執念を燃やしている。ギルドの妨害電波に対し、電波ジャックを行うアングラ放送局の力をチェルシィを通じて借りるなど、ただの堅物というわけではない。また、ミスターとの関係には、ただの犯罪者と捜査官だけではない複雑な感情が絡んでいる。
チェルシィを上回る巨乳を持つうえ、太らない体質かつ大食漢であるため、カロリーメイトを常に携帯している。年齢不詳だが、三十代であることは作中の描写で示唆されている。
- 絵コンテ・演出を担当したあおきえいが2022年に明かしたところによれば、アンジェリカがシガレットケースからカロリーメイトを取り出して食べるシーンは、1989年のロボット特撮映画『ガンヘッド』の主人公ブルックリンが同様にニンジンスティックを食べるシーンへのオマージュであるが、当時は同作品がDVD化されていなかったこともあり、誰にも気づかれなかったという。

チェルシィ・ムーア
声 - 下屋則子
アンジェリカの妹分で、褐色の肌と銀色の髪を持つ女性警察官。漢字の読みを間違えまくるなど、見かけも口調も頼りないが、過去の事件に関しての記憶力は抜群。アンジェリカ曰く「記憶力とおっぱいしか能が無い」などと言われたこともあるが、そのおかげで培った交友関係の中に上記のアングラ放送局があり、「な〜いすおっぱい」と褒められることとなった。

### 殺し屋集団
マルチアーノ
声 - 沢海陽子
殺し屋集団を仕切るボスで、犯罪集団クリミナルギルドに所属するギルドの幹部。ギルドは裏で警察官僚や政治家などと金で繋がっており、彼女の下まで捜査の手が及ぶことはない。ブルースの遺産を狙うことを機に、愛娘兼手駒として抱えている12姉妹共々、クリミナルギルドに叛旗を翻した。最終話では、12姉妹と同じく機械の身体であることが判明した。
漫画版では人間であり、かつては別の名前を持って別の生き方をしていたが、12姉妹の元になった仲間を目の前で無惨に殺されたことがきっかけでクリミナルギルドへ入り、復讐心だけで幹部まで登りつめたと説明されている。また、第3巻ではエイプリルと肉体関係があるようなシーンが掲載されている。
ニルソン
声 - 伊藤昌一
マルチアーノの下で12姉妹の調整を任されている、人の良い初老の男。マルチアーノとは友人の間柄で、ブルースのこともよく知っている模様。
12姉妹が着ている衣装はニルソンが贈ったもので、彼女たちからは調整面でのことも含めてマルチアーノ同様に慕われており、彼の前では激情家であるはずのジャニアリーやエイプリルも（外見年齢ながらも）年相応の少女の顔を見せる。
マルチアーノ12姉妹
マルチアーノ配下の殺し屋集団で、またの名を「死の天使」。ジューンを除く全員が少しずつデザインの異なるゴスロリ風の衣装を着た愛らしい少女の容姿をしているが、その正体は全てアンドロイド。それゆえ、人間相手には容赦なく圧倒的な戦闘能力を誇るが、マルチアーノとニルソンだけには絶対の忠誠と思慕を誓う。武器は銃を中心に、投げナイフや爆弾など。また、近接戦闘に長けた者もいる。外見は、マルチアーノのスラム時代の仲間をモデルとしている。
なお、それぞれに太陽暦の英語名が付けられているが、理由は不明。
ジャニアリー
声 - 花村怜美
第一世代。近接銃器戦闘術に特化されたそのボディは、戦闘の際に前線の主力となる。見た目はお嬢様だが、性格は激情家でキレやすい。リーダーのエイプリルをライバル視している。武器はFN P90を両手に持つ。セプとは親友。
フェブラリー
声 - 佐藤利奈
第二世代。直接戦闘よりは情報処理や索敵能力に特化されているタイプで、後方支援を受け持つ眼鏡っ娘。他の姉妹に比べるとあまり目立たないが、全く前線に出られないということはなく、第7話ではマーチやジュライと共に艦載機で出撃し、多大な戦果を上げている。マーチとはボケとツッコミの関係でもあり、フェブラリーはツッコミを担当。
マーチ
声 - 新井里美
第二世代。パワー、耐久性に特化されているタイプで、フェブラリーとは攻守のコンビ。あまり活発に発言はせず、ボソボソと喋る。髪型はツインテール。武器はM249 SAW（FN MINIMI）。フェブラリーとはボケとツッコミの関係でもあり、マーチはボケを担当。
エイプリル
声 - 生天目仁美
第一世代。12姉妹のリーダー格を務める万能型。普段は冷静かつ冷徹を装っているが、実はジャニアリー同様に激情家。また、第7話では着痩せするボディと、ジュライに次ぐ巨乳の持ち主であることが明らかになった。武器は金メッキの施されたルガーP08。ジャニアリーとはライバル関係で、マルチアーノに心酔している。メイとは親友。漫画版では、モデルとなった人間の名前は「ベス」と説明されている。
メイ
声 - 玉木有紀子
第一世代。エイプリルの補佐として彼女をサポートする万能型。銀髪でショートカット。性格は皮肉家。武器はフランキ SPAS12。ボディはエイプリル同様に美しいものだったが、第1話でミスターのRPG-7による砲撃を受けて大破し、首だけがアンジェリカに回収される。以降は鳥篭状のケージへ入れられるが、アンジェリカたちに連れ回される道中で徐々に彼女たちのことを理解。第10話でニルソンに再び身体を与えられた際には、捕らえられていたアンジェリカたちに逃げ道を教えた。エイプリルとは親友。
ジューン
声 - 松浦チエ
第二世代。高速かつ近接戦闘に特化されている。非常に無口かつ無表情だが、囮のネズミに怒りをぶつけたり、オクト、ノヴェ、ディッセに缶詰を開けてやったり、動けないオーガストを背負いながらミスターを追撃するなど、人間味のある面も見せる。ボディは男装の麗人タイプで、12姉妹中唯一ゴスロリ風の衣装ではなく、タキシードを着用。武器はランボーナイフ、Hunting Machete、Rigid Double Edge Throwerといった、ナイフ全般。姉妹全員と仲が良い。
ジュライ
声 - 川瀬晶子
第二世代。12姉妹中で最も豊満とされるボディは刀剣戦闘に特化されており、技量は12姉妹中最強。また、その顔は常に糸目で微笑みを絶やさない。武器は日本刀。エイプリルには、一応「従っている」らしい。
オーガスト
声 - 菊池こころ
第三世代。爆発物担当の幼女タイプ。衣装の下には無数の手榴弾を隠し持っており、幾つもの手榴弾を同時に投げつける攻撃を得意とする。手榴弾の形状的モデルは、ナチスドイツ軍の使用したStielhandgranate 24の模様。2つに分けた三つ編みの髪型とシルクハットが特徴。エイプリルのことが大好き。
セプ
声 - 新井里美
第一世代。戦闘能力は並だが、それよりもオクト、ノヴェ、ディッセを引率するための苦労人。しかし、アニメ本編では世話をしているシーンは出てこない。武器はM6バヨネット（銃剣）を装着したM21（M14の派生モデル）。第3話でコヨーテ号の砲撃を受け、乗機ごと撃破される（漫画版では生存している）。行動的なジャニアリーに憧れており、親友でもある。
オクト、ノヴェ、ディッセ
声 - 木川絵理子・3役
第三世代。噂好きかつ悪戯好きなトラブルメーカーの三つ子。ボディこそ幼女（精神年齢も外見年齢と同じ模様）であるが、容姿に反して腕力は優れており、全員揃えば戦車も難なくひっくり返せる。武器はHK MP5K。

### クリミナルギルド
ハンター・ベネット
声 - 速水奨
クリミナルギルドの処刑隊の長。第7話で、マルチアーノを捕縛せよとの任を帯び、艦隊を率いて現れる。マルチアーノとは顔見知りで、自信家らしく投降を薦めるが、彼女に妻子の命を口にされてうろたえるなど、内面は小心者だった模様。フェブラリー、マーチ、ジュライが駆る艦載機によって艦隊を瞬く間に全滅させられてしまったうえ、自らも最後の一撃のために単機出撃してきたマルチアーノにより、旗艦ごと宇宙の藻屑と消えた。
漫画版ではマルチアーノを恫喝中、部下とともにエイプリルの狙撃を受けて死亡した。

## アニメ
2006年7月から同年9月までUHFアニメとして放送された。全12話。ユーフォーテーブルのオリジナル企画第2弾であり、テレビアニメとしては初の自社オリジナル作品となる。次回予告についてはテレビ放送ではなく、公式サイトにて配信する形を取った。第1話と第2話は金月龍之介が、それ以降の話数は逢瀬祭が脚本を担当している。

### スタッフ
- 原作・アニメーション制作 - ufotable[1]
- 監督 - 野中卓也[1]
- ストーリーディレクター - 逢瀬祭[1]
- キャラクターデザイン - 須藤友徳、柴田淳[1]
- メカニカルデザイン - 高橋聰[1]
- エフェクトワークス - 小林冬至生
- デザインワークス - 笹嶋啓一
- キーアニメーター - 小船井充、下司晃生、小島太和
- 美術監督 - 東潤一
- 色彩設計 - 千葉絵美
- 撮影監督 - 松田成志
- 編集 - 今井剛
- 音楽 - 亀山耕一郎
- 音響監督 - 松岡裕紀
- プロデューサー - 日高功、中林太、武智恒雄、浅岡直人、納谷僚介
- 制作プロデューサー - 近藤光
- 製作 - coyote project（東芝エンタテインメント、アミューズソフトエンタテインメント、クロックワークス、葵プロモーション、STUDIO MAUSU、ufotable）

### 主題歌
オープニングテーマ「COYOTE」
作詞 - 逢瀬祭、ufotable / 作曲 - 大川茂伸 / 編曲 - 小林俊太郎 / 歌 - Naoki with Power Sound
エンディングテーマ「薄らぐ記憶」
作詞 - 逢瀬祭、ufotable / 作曲・編曲 - イケダトモノリ / 歌 - Sana
上記2曲を収録したシングルは、2006年8月30日に日本コロムビアから発売された。 

### 各話リスト
| 話数 | サブタイトル           | 脚本            | 絵コンテ                 | 演出              | 作画監督              |
| ---- | ---------------------- | --------------- | ------------------------ | ----------------- | --------------------- |
| 1    | 脱獄                   | 金月龍之介      | あおきえい               | あおきえい        | 須藤友徳              |
| 2    | 海賊亭の少女           | 金月龍之介      | 野中卓也                 | 野中卓也          | 小島大和              |
| 3    | 右腕と呼ばれた男       | 逢瀬祭          | 堀之内元                 | 及川啓            | 外崎春雄              |
| 4    | 過ぎ去りし日々         | 逢瀬祭          | 寺東克己                 | 寺東克己          | 柴崎圭 田中織枝       |
| 5    | ネバーチェンジ         | 逢瀬祭          | 小船井充                 | 小船井充          | 小島大和              |
| 6    | 激闘                   | 佐藤和治 逢瀬祭 | 野中卓也                 | 野中卓也          | 須藤友徳              |
| 7    | 反逆のマルチアーノ     | 逢瀬祭          | 寺東克己                 | 篠幸裕            | 小林利充              |
| 8    | ギガバンクスへ続く道   | 佐藤和治 逢瀬祭 | 堀之内元                 | 熊谷雅晃          | 松本好弘 粟井重紀     |
| 9    | ジュピター             | 逢瀬祭          | 堀之内元                 | 山内東生雄        | 渡辺伸弘              |
| 10   | アンジェリカ・バーンズ | 逢瀬祭          | 水本葉月 逢瀬祭 平尾隆之 | 水本葉月          | 小船井充              |
| 11   | 薄らぐ記憶             | 逢瀬祭          | あおきえい               | あおきえい        | 小島大和 高橋タクロヲ |
| 12   | COYOTE                 | 逢瀬祭          | 野中卓也                 | 野中卓也 平尾隆之 | 須藤友徳              |

### 放送局
| 放送地域   | 放送局         | 放送期間                 | 放送日時              | 放送系列       | 備考                     |
| ---------- | -------------- | ------------------------ | --------------------- | -------------- | ------------------------ |
| 埼玉県     | テレ玉         | 2006年7月3日 - 9月18日   | 月曜 25:30 - 26:00    | 独立UHF局      |                          |
| 千葉県     | チバテレビ     | 2006年7月3日 - 9月18日   | 月曜 26:10 - 26:40    | 独立UHF局      |                          |
| 兵庫県     | サンテレビ     | 2006年7月3日 - 9月18日   | 月曜 26:10 - 26:40    | 独立UHF局      |                          |
| 神奈川県   | tvk            | 2006年7月8日 - 9月23日   | 土曜 25:30 - 26:00    | 独立UHF局      |                          |
| 中京広域圏 | メ〜テレ       | 2006年8月26日 - 11月11日 | 金曜 28:15 - 28:45    | テレビ朝日系列 |                          |
| 日本全域   | チャンネルNECO | 2006年9月25日 - 11月27日 | 第4月曜 23:00 - 25:00 | CS放送         | 4話連続放送 リピートあり |

2019年にはAT-Xでも放送されたほか、バンダイチャンネルにてインターネット配信も開始されている。

## インターネットラジオ
インターネットラジオ配信サイトTE-A roomにて、「コヨーテ レディオショー」として配信されていた。

## 漫画
「月刊コミックラッシュ」（ジャイブ）にて連載された。作画はufotable漫画班「たあたんちぇっく」が務める。前半は逢瀬祭によるアニメ脚本を元に進んでいたが、途中から金月龍之介によるオリジナル脚本体制へ移行。大幅なオリジナル展開を見せ、最終的にはアニメとはまったく異なる展開やエンディングを迎えた。
単行本は全3巻で発売された。
- 原作 - ufotable
- 作画 - たあたんちぇっく
- 漫画デザイン - 外崎春雄